# Лидеккер, Ричард
Ри́чард Ли́деккер (англ. Richard Lydekker; 25 июля 1849 — 16 апреля 1915) — английский натуралист, геолог и автор многочисленных книг по естественной истории.

## Биография
Лидеккер родился в Лондоне, в 1872 году в Тринити-колледже прослушал курс естественных наук (англ.). В 1874 году он приступил к работе в Геологическая Служба Индии, где и начал исследования палеозоологии позвоночных Северной Индии (в особенности Кашмира). Он был ответственным за каталогизацию ископаемых млекопитающих, рептилий и птиц в Музее Естествознания в Лондоне.
Лидеккер внёс большой вклад в биогеографию. В 1895 году он провёл биогеографическую границу между группой Зондских островов, известных как Уоллесия, и Австралийской фаунистической областью, ныне известной как линия Лидеккера.

## Эпонимы
- Loris lydekkerianus — серый тонкий лори.